# Spelunker
Spelunker é um jogo de computador da Atari 8-bit movido para Commodore 64 e Nintendo Entertainment System, desenvolvido por Tim Martin e por MicroGraphic Image. Lançado originalmente por MicroGraphic Image  foi escolhido para ser lançado em 1983 pela Brøderbund e licenciado a Ariolasoft para a publicação na Europa. É um jogo de plataforma similar a Pitfall ou a Curse of Ra. 
Uma versão Arcade foi lançada em 1985, e o jogo foi lançada  para o NES em 6 de dezembro de 1985 no Japão e em setembro de 1987 na América do Norte. Uma sequência também foi lançada para esse sistema e nos Arcades em 18 de setembro de 1987 chamado Spelunker II: Yuushahe no Chousen por Irem. 
Depois, a série realmente foi comprada para o Japão com um relançamento do jogo original para o PlayStation 3 em março de 2009, além do Spelunker World lançado para PlayStation 4, Nintendo Switch, PlayStation Vita e Microsoft Windows em 19 de março de 2015.
.

## Jogo
Spelunker se passa em uma caverna colossal, e o jogador começa na entrada da caverna no alto, e o objetivo é encontrar o tesouro fabuloso no fundo. Para alcançar esse objetivo, o jogador dever andar e saltar e ir cada vez mais perto nas partes mais desafiadoras da caverna , enquanto que trabalha com uma fonte finita de ar fresco, que poderia ser reabastecida em pontos estratégicos.
Há numerosos perigos naturais  dentro da caverna, como a água, o terreno desigual, dos respiradouros de vapor, das bordas pequenas,dos poços mortais, e das grandes rochas que devem ser explodidas.  Finalmente, tem um fantasma que assombra a caverna que se ficar perto do personagem ele o deixa falhado e logo inoperante.
Os objetos incluem coletar as varas da dinamite, dos alargamentos e das chaves (que vêm em duas cores diferentes).
Spelunker é considerado difícil. Muita da dificuldade do jogo levanta-se do fato de que o explorador não pode saltar altamente, ou cai-se distante. Como tal, precisa pegar as chaves e saltando para concluir o jogo com sucesso. Por causa da dificuldade, muito poucos jogadores completaram o jogo. O simples conhecimento de ter finalmente concluído o jogo é uma recompensa para todos os seus próprios jogadores.
A tela  do jogo em todas as plataformas caracterizou um excerpt de retratos de Modesto Mussorgsky e Quadros de uma Exposição como música do fundo. Os do Nes e as versões do MSX tiveram a música adicional durante o jogo, e no Atari original e as versões Commodore 64 não. A palavra Spelunker significa explorador de cavernas (de espeleologia)

## Níveis do jogo
A caverna em Spelunker é dividida em seis níveis. Embora os níveis se liguem sem problemas uns aos outros, formando um grande mapa, o jogo claramente  tem sinais de um nível alterado em certos pontos, mostrando o nome do próximo nível e dando ao jogador um bônus, que consiste de um bônus de vida e um montante variável de pontos.                                                                              
Os níveis são como se segue:
- O Elevador: Um elevador no lado esquerdo da tela pode ser usado para o curso vertical livre entre diversos caminhos.
- As Cordas: Uma série das cordas penduradas no teto, permitindo que o jogador salte de uma corda a outra.
- As Quedas: Existe uma grande cachoeira dentro da caverna, e o jogador começa realmente a montar nas quedas em um barril! No entanto, a menos corda  a ir antes de desembarcar o barril na ilha,e o jogador fica permanentemente aprisionado, e deve começar novamente.
- O Eixo: Existe um  grande geyser dentro de um eixo vertical. Uma pequena jangada flutua acima da coluna seguido da água, permitindo que o jogador monte acima ou para baixo enquanto o geyser dispara e recedes. Controlar seu suprimento de ar é um desafio neste nível, porque às vezes uma longa espera é necessária para chegar na jangada.
- A Pirâmide: Há uma grande pirâmide dentro da caverna. O jogador deve encontrar chaves para abrir portas da pirâmide, para prosseguir de sua base a seu inicio.
- O Tesouro: Uma grande série de bordas pequenas encontra-se entre o jogador e o tesouro fabuloso.

Na versão de NES, uma vez concluído o último ponto , uma segunda procura é iniciada. A segunda procura é um outro exemplo do mesmo jogo e mapas com um pequeno toque. O esquema de cor é ligeiramente diferente (paredes verdes da caverna onde eram uma cor castanha antes) e todas as chaves da porta são agora invisíveis, mas convenientemente nos mesmos pontos. Um terceiro exemplo do jogo existe?
Na versão de NES, há 6 procuras diferentes. Até à data, nenhuma informação foi encontrada quanto a saber se foram ou não as teclas programadas para esta procura.